# USS Scorpion (SS-278)
El USS Scorpion (SS-278) fue un submarino de ataque diésel-eléctrico de la clase Gato que desapareció en 1944 durante la Segunda Guerra Mundial.

## Construcción
Su constructor fue el Portsmouth Navy Yard (Portsmouth, Nuevo Hampshire, EE. UU.). Fue colocada la quilla en marzo de 1942; fue botado el casco en julio del mismo año y asignado a la US Navy en octubre.
El USS Scorpion desapareció en 1944 mientras navegaba hacia el mar de la China Oriental, probablemente hundido por una mina naval. Fue dado por perdido el 6 de marzo de 1944. Ganó tres estrellas de batalla por su servicio.